# Hans Denck
Hans Denck (Habach, Alta Baviera, 1495 — Basileia, 27 de Novembro de 1527) foi teólogo, líder anabatista e reformador alemão. Líder dos anabatistas da Alemanha, embora de caráter espiritualista, Hans Denck estabeleceu sua confissão de fé no dia 14 de janeiro 1525, quando afirmou que a sua fé havia sido implantada desde a infância pelos seus pais. Em 1517, matriculou-se na Universidade de Ingolstadt, onde se formou Bacharel em Artes dois anos depois. Mais tarde estudou na Universidade de Basileia.
Era versado em grego, hebraico e latim, e sentia-se confortável nos círculos humanísticos de sua época. Durante algum tempo atuou como editor na tipografia de Andreas Cratander (1485-1540), em Basileia, e posteriormente trabalhou com Valentino Curio, onde editou os três últimos volumes da Gramática Grega escrita por Theodoro Gaza (1398-1475). Por volta de 1523, frequentou as aulas de Johannes Oecolampadius (1482-1531) em Basileia sobre o profeta Isaías, porém parece não ter sofrido muita influência.
Em 1523, tornou-se diretor da Escola de São Sebaldo, em Nuremberg. Pouco tempo depois, envolveu-se no julgamento dos irmãos e artistas Sebaldo (1500-1550) e Barthel Beham (1502-1540), que foram expulsos da cidade em 1524 insuflados por Andreas Osiander. Em Nuremberg, entrou em contato com Thomas Müntzer, e conheceu o Anabatismo, que ele aceitou com modificações. Por causa de suas convicções, foi expulso de Nuremberg em janeiro de 1524, levando uma vida nômade, até seus últimos dias.
Em 1525, estava em Augsburgo, e de lá fugiu para Estrasburgo, onde esteve em companhia de Ludwig Haetzer, um anabatista que pensava como ele. Também foi expulso daí, e depois de perambular pelo sul da Alemanha e Suíça, encontrou refúgio junto a Johannes Oekolampadius (1482-1531), em Basileia. Depois de participar do Sínodo dos Mártires, em Augsburgo, retornou a Basileia, onde morreu de peste bubônica em 1527. Em seus escritos, atacou violentamente os reformadores e junto com Haetzer traduziu Os Profetas para o alemão (Worms, 1527)."

## Obras
- Von der wahren Liebe. Reprint of the edition Worms 1527. Nördlingen: Uhl 1983.
- Alle Prophetenn Nach Hebräischer Sprache verdeutscht. Translation: Ludwig Hätzer u. Hans Dengk. Augspurg 1530.
- Microfiche-edition: The radical Reformation microfiche project [Mikroform]. Section 1, Mennonite and related sources up to 1600. Zug: InterDocumentation Comp., 19XX.
- Micha der Prophet auss rechter Hebraischen sprach verteutsch und wie den H. D. auf diese letste Zeit verglichen hat. Strassburg, circa 1535.